# Zlolesina
Zlolesina (dafine, maslinice, lat. Elaeagnus), biljni rod od devedesetak vrsta listopadnih i vazdazelenih grmova i drveća iz porodice zlolesinovki (Elaeagnaceae). U Hrvatskoj je poznata   uskolisna zlolesina ili srebrna vrba (E. angustifolia), koja može narasti do 8 metara. Grane su joj trnovite, cvjetovi maleni i jako mirisni, listovi nalik na maslinove.

## Vrste
1. Elaeagnus angustata  (Rehder) C.Y.Chang
2. Elaeagnus angustifolia L., uskolisna zlolesina, uskolisna dafina, obična dafina
3. Elaeagnus annamensis S.Moore
4. Elaeagnus arakiana Koidz.
5. Elaeagnus argyi H.Lév.
6. Elaeagnus bambusetorum Hand.-Mazz.
7. Elaeagnus bockii Diels
8. Elaeagnus bonii Lecomte
9. Elaeagnus calcarea Z.R.Xu
10. Elaeagnus caudata Schltdl. ex Momiy.
11. Elaeagnus cinnamomifolia W.K.Hu & H.F.Chow
12. Elaeagnus commutata Bernh. ex Rydb., srebrnasta dafina
13. Elaeagnus conferta Roxb.
14. Elaeagnus courtoisii Belval
15. Elaeagnus davidi Franch.
16. Elaeagnus delavayi Lecomte
17. Elaeagnus difficilis Servett.
18. Elaeagnus elongatus Tagane & V.S.Dang
19. Elaeagnus epitricha Momiy. ex H.Ohba
20. Elaeagnus fasciculata Griff.
21. Elaeagnus formosana Nakai
22. Elaeagnus formosensis Hatus.
23. Elaeagnus geniculata D.Fang
24. Elaeagnus glabra Thunb.
25. Elaeagnus gonyanthes Benth.
26. Elaeagnus grandifolia Hayata
27. Elaeagnus griffithii Servett.
28. Elaeagnus grijsii Hance
29. Elaeagnus guizhouensis C.Y.Chang
30. Elaeagnus henryi Warb. ex Diels
31. Elaeagnus heterophylla D.Fang & D.R.Liang
32. Elaeagnus hunanensis C.J.Qi & Q.Z.Lin
33. Elaeagnus indica Servett.
34. Elaeagnus infundibularis Momiy.
35. Elaeagnus jiangxiensis C.Y.Chang
36. Elaeagnus jingdonensis C.Y.Chang
37. Elaeagnus kanaii Momiy.
38. Elaeagnus lanceolata Warb.
39. Elaeagnus lanpingensis C.Y.Chang
40. Elaeagnus laosensis Lecomte
41. Elaeagnus latifolia L.
42. Elaeagnus lipoensis Z.R.Xu
43. Elaeagnus liukiuensis Rehder
44. Elaeagnus liuzhouensis C.Y.Chang
45. Elaeagnus longiloba C.Y.Chang
46. Elaeagnus loureiroi Champ.
47. Elaeagnus luoxiangensis C.Y.Chang
48. Elaeagnus luxiensis C.Y.Chang
49. Elaeagnus macrantha Rehder
50. Elaeagnus macrophylla Thunb., velikokolisna dafina
51. Elaeagnus magna (Servett.) Rehder
52. Elaeagnus × maritima Koidz.
53. Elaeagnus matsunoana Makino
54. Elaeagnus maximowiczii Servett.
55. Elaeagnus micrantha C.Y.Chang
56. Elaeagnus mollis Diels
57. Elaeagnus montana Makino
58. Elaeagnus multiflora Thunb., mnogocvjetna dafina
59. Elaeagnus murakamiana Makino
60. Elaeagnus numajiriana Makino
61. Elaeagnus obovatifolia D.Fang
62. Elaeagnus oldhamii Maxim.
63. Elaeagnus ovata Servett.
64. Elaeagnus pallidiflora C.Y.Chang
65. Elaeagnus pilostyla C.Y.Chang
66. Elaeagnus pingnanensis C.Y.Chang
67. Elaeagnus pungens Thunb., trnasta dafina
68. Elaeagnus pyriformis Hook.f.
69. Elaeagnus × reflexa É.Morren & Decne.
70. Elaeagnus retrostyla C.Y.Chang
71. Elaeagnus rivularis Merr.
72. Elaeagnus rotundata Nakai
73. Elaeagnus s-stylata Z.R.Xu
74. Elaeagnus sarmentosa Rehder
75. Elaeagnus schlechtendalii Servett.
76. Elaeagnus stellipila Rehder
77. Elaeagnus × submacrophylla Servett.
78. Elaeagnus takeshitae Makino
79. Elaeagnus taliensis C.Y.Chang
80. Elaeagnus tarokoensis S.Y.Lu & Yuen P.Yang
81. Elaeagnus thunbergii Servett.
82. Elaeagnus tonkinensis Servett.
83. Elaeagnus tricholepis Momiy.
84. Elaeagnus triflora Roxb.
85. Elaeagnus tubiflora C.Y.Chang
86. Elaeagnus tutcheri Dunn
87. Elaeagnus umbellata Thunb., štitasta dafina
88. Elaeagnus viridis Servett.
89. Elaeagnus wenshanensis C.Y.Chang
90. Elaeagnus xichouensis C.Y.Chang
91. Elaeagnus xingwenensis C.Y.Chang
92. Elaeagnus xizangensis C.Y.Chang
93. Elaeagnus yakusimensis Masam.
94. Elaeagnus yoshinoi Makino
95. Elaeagnus yunnanensis Servett.

## Vanjske poveznice
|  | Zajednički poslužitelj ima još gradiva o temi Elaeagnus |
|  | Wikivrste imaju podatke o taksonu Elaeagnus             |